# Bunkyō

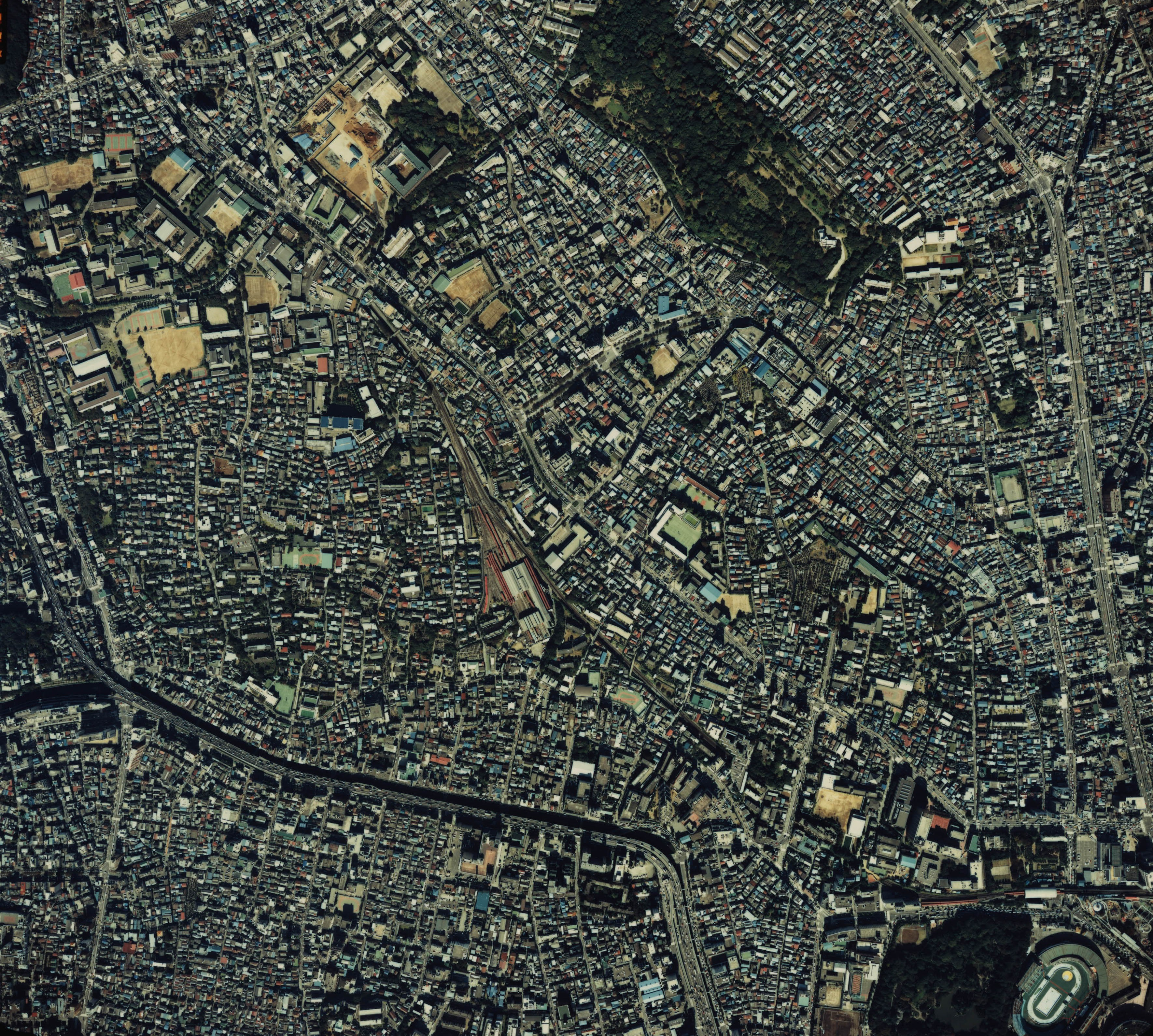
Vue aérienne de Bunkyō en 1985.

L'arrondissement de Bunkyō (文京区, Bunkyō-ku) est un des vingt-trois arrondissements spéciaux de l'ancienne ville de Tokyo, au Japon. L'arrondissement a été fondé le 15 mars 1947.

## Géographie

### Démographie
Au 1er juin 2008, la population de l'arrondissement de Bunkyō était de 197 373 habitants répartis sur une superficie de 11,31 km2.

### Quartiers
Hakusan - Hongō - Hon-komagome - Kasuga  - Kohinata - Koishikawa - Kōrakuen - Mejirodai - Mukōgaoka - Nezu - Nishikata - Otowa - Otsuka - Sekiguchi - Sendagi - Sengoku - Suidō - Yayoi - Yushima

## Culture locale et patrimoine
- Cathédrale Sainte-Marie de Tokyo
- Gokoku-ji
- Kōdōkan
- Nezu-jinja
- Koishikawa Kōraku-en
- Tokyo Dome
- Bunkyō Civic Center : bâtiment de 28 étages (146 m) comprenant la mairie de Bunkyō, une salle de spectacle, le Bunkyo Civic Hall[1], et un espace d'observation gratuit à 105 m. Il a été construit par Nikken Sekkei en 1994[2].

## Universités
- Université de Tokyo
- Université Tōyō
- Université Chūō
- Université pour femmes d'Ochanomizu
- Université Juntendo, faculté de médecine

## Transport

### Rail
- Tokyo Metro :
  - ligne Chiyoda : stations Sendagi, Nezu et Yushima
  - ligne Marunouchi : stations Shin-Ōtsuka, Myōgadani, Kōrakuen, Hongō-sanchōme et Ochanomizu
  - ligne Yūrakuchō : stations Gokokuji et Edogawabashi
  - ligne Namboku : stations Kōrakuen, Tōdaimae et Hon-Komagome

- Toei :
  - ligne Mita : stations Sengoku, Hakusan, Kasuga et Suidōbashi
  - ligne Ōedo : stations Iidabashi, Kasuga et Hongō-sanchōme

## Jumelage
- Kaiserslautern (Allemagne)

## Personnalités liées à l'arrondissement
- Hayao Miyazaki (1941-), créateur d'animations, y est né
- Nakamura Kanzaburo XVIII (1955-2012), acteur de kabuki

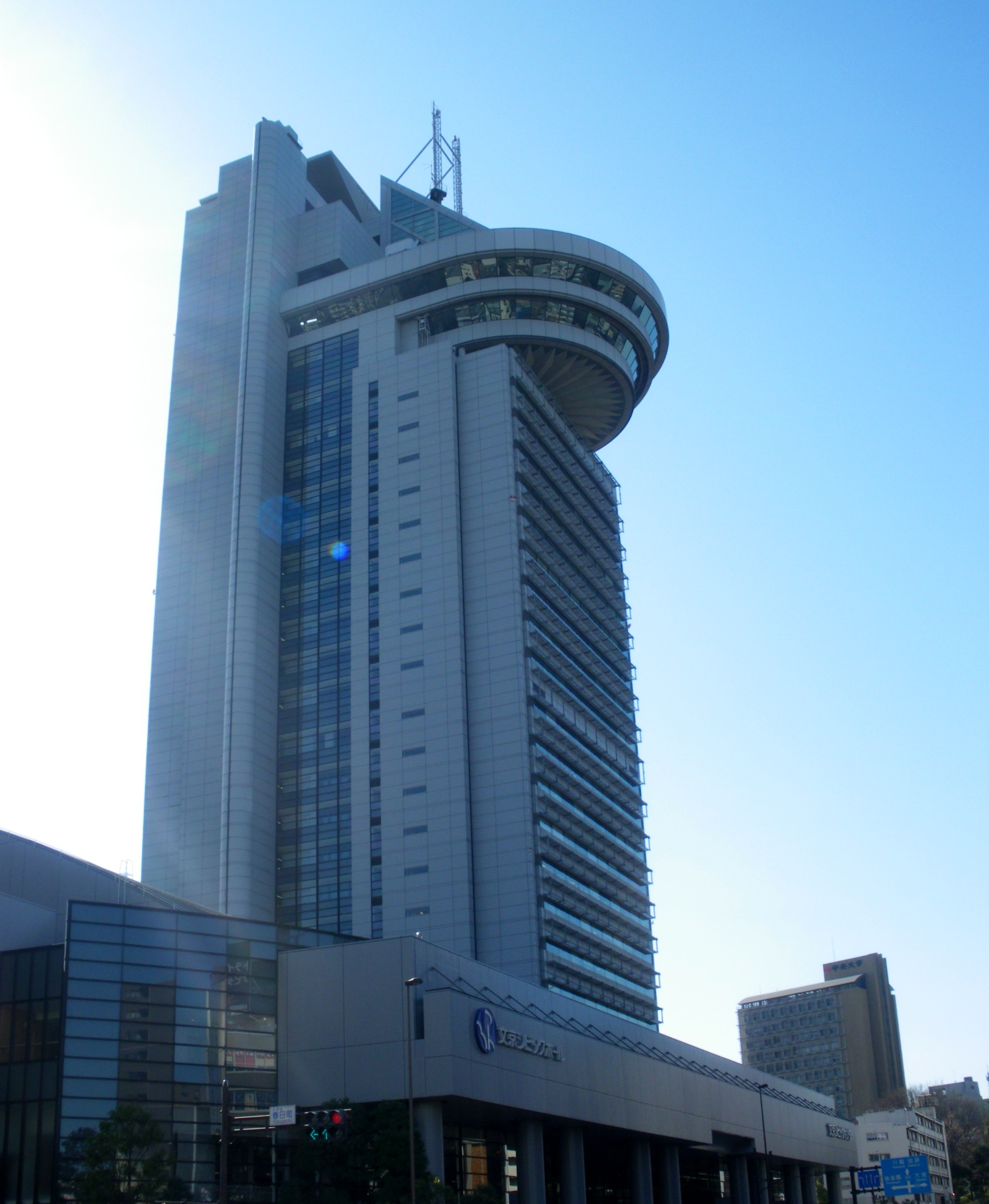
Le Bunkyō Civic Center, siège de la mairie de Bunkyō.
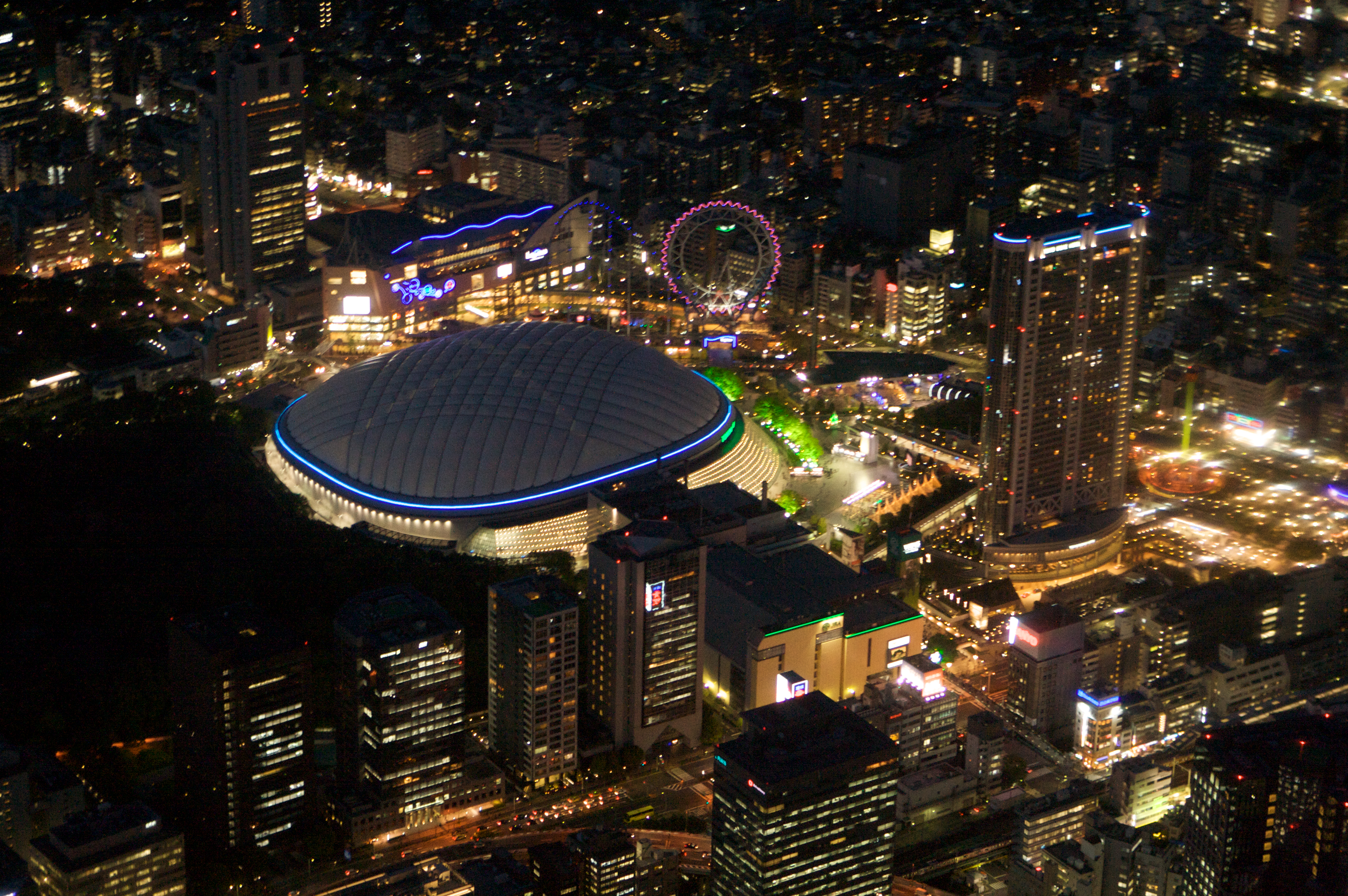
Tokyo Dome et les environs.
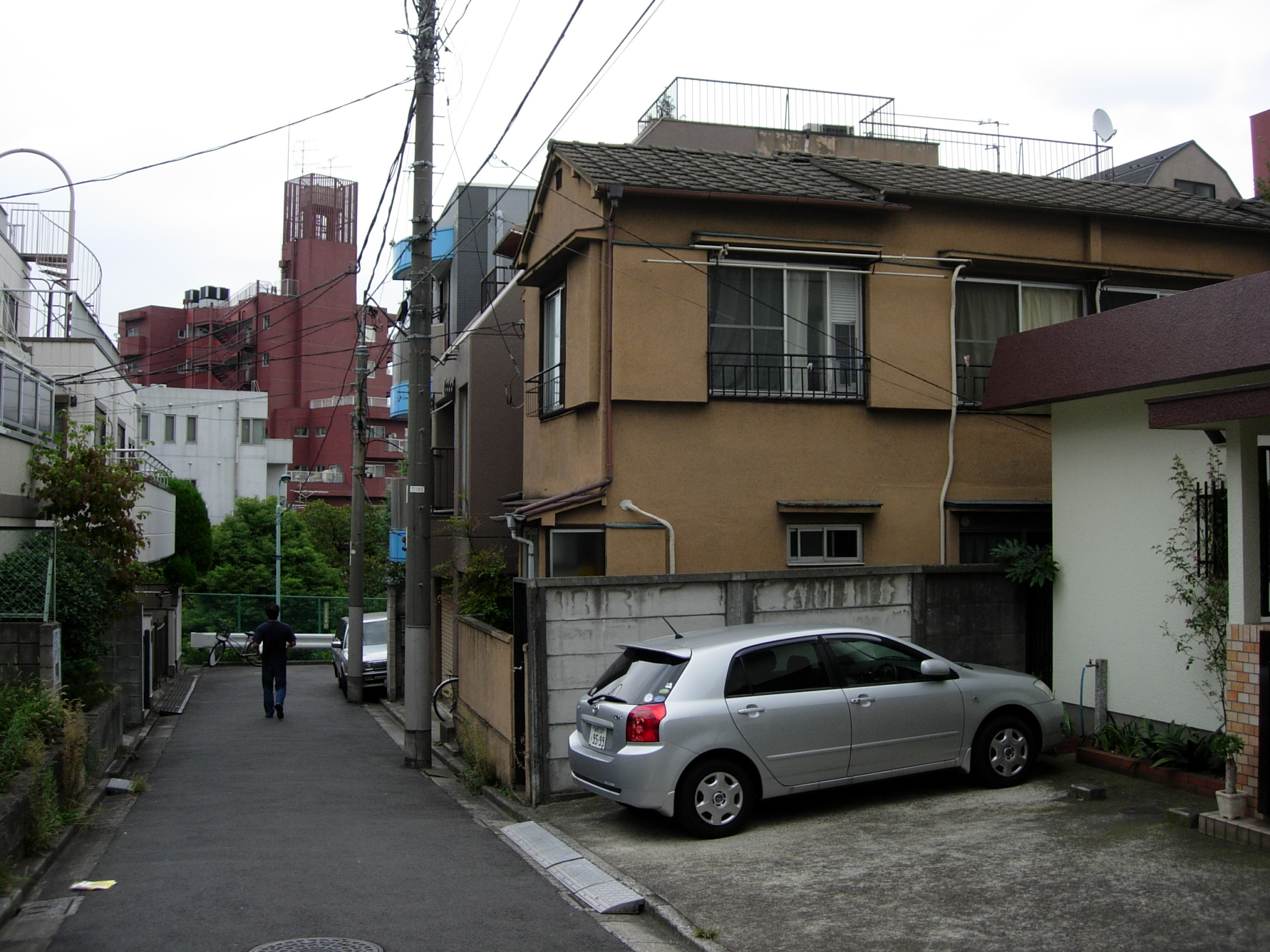
Rue résidentielle du quartier Koishikawa.
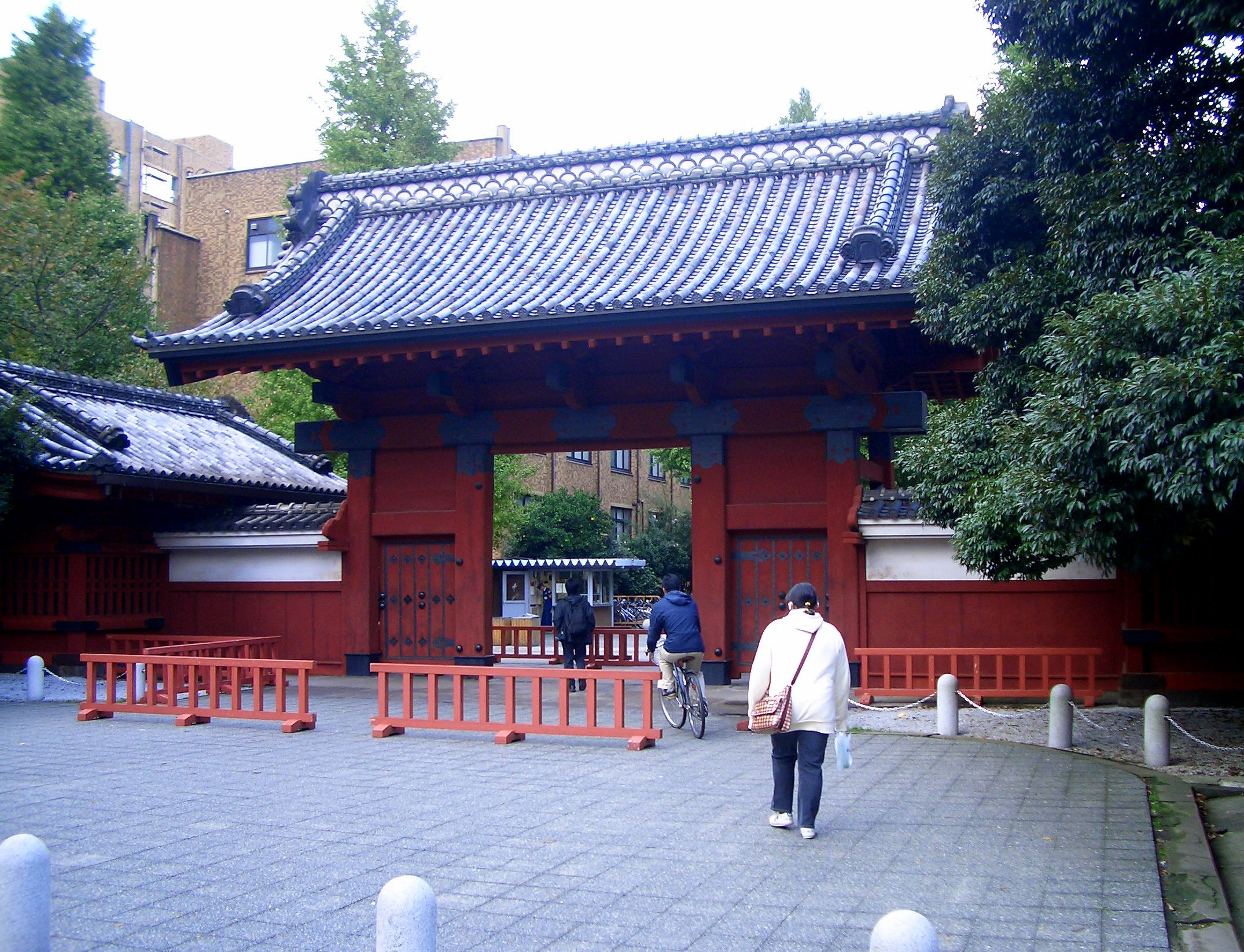
Porte Akamon de l'université de Tokyo.